# 리처드 사이크스
리처드 사이크스(Sir Richard Sykes, 1921년 ~ 1979년 3월 22일)은 1979년 헤이그에서 아일랜드 공화국군에게 살해된 네덜란드 주재 영국 대사이다. 풋맨 카렐 스트라우스 또한 살해되었다. 두 명 모두 대사관에 가기 위해 사택을 나오던 중 아일랜드 공화국군 단원에게 머리에 총을 맞아 죽었다.
리처드 사이크스는 쿠바 아바나와 미국 워싱턴 D.C. 등지에서 근무했으며, 1977년 네덜란드로 발령받기 전까지는 영국 외무부에서 일했다.